# Alfonso Borghesani
Alfonso Borghesani (Crevalcore, 1882 – Bologna, 1964) è stato uno scultore e medaglista italiano.

## Biografia e stile
Nativo di Bologna.

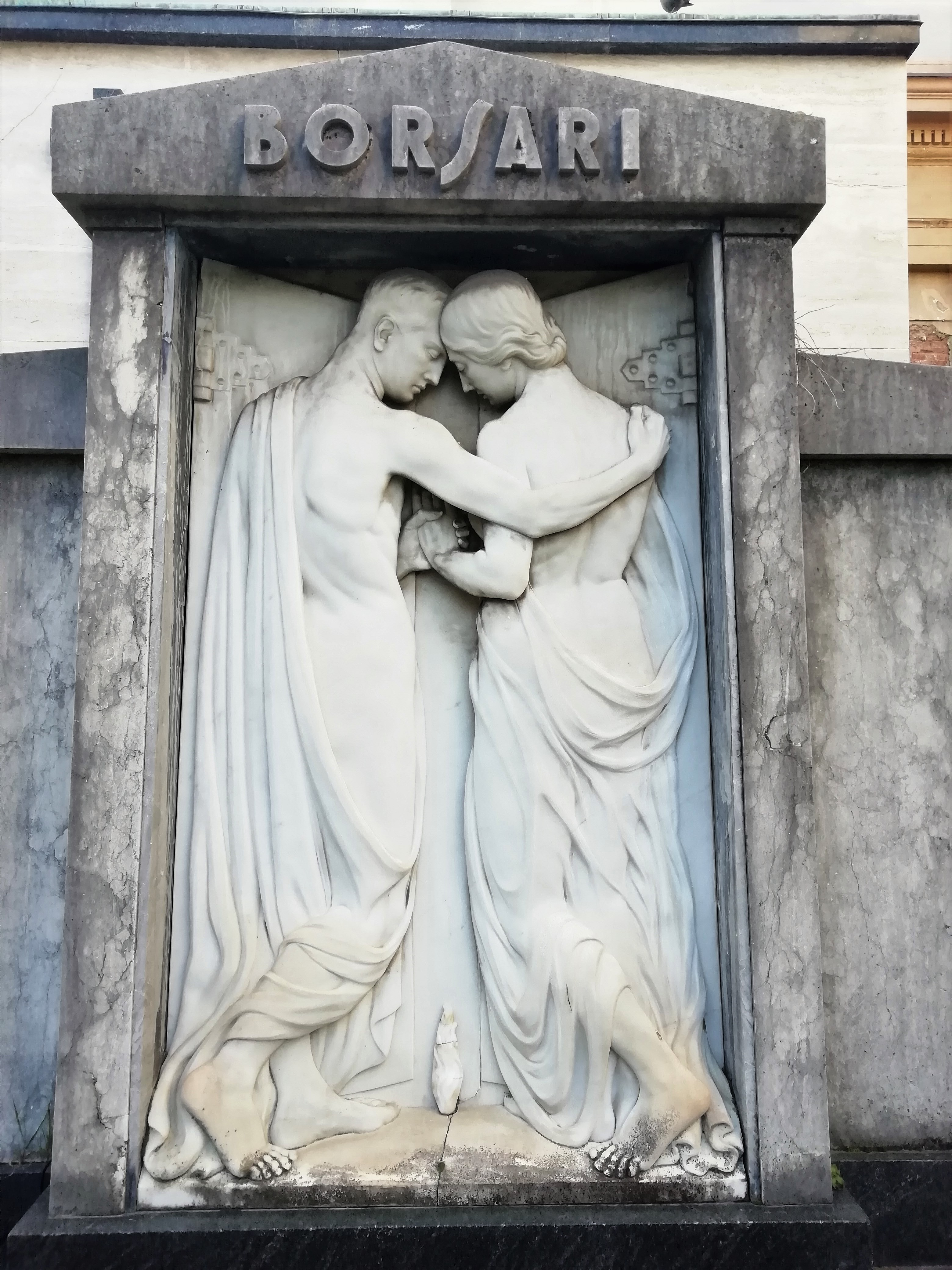
Monumento Borsari

Attivo sia nella scultura funeraria che in quella decorativo-architettonica, la sua produzione iniziale fu riconducibile al gusto floreale alla Bistolfi, semplificandosi poi negli anni Venti. Le sue opere si possono definire come una sorta di ricchezza materica spesso influenzata dal Deco e da influenze novecentiste.

## Esposizioni
Nel 1905 espose un bassorilievo in marmo alla mostra della Società delle Belle Arti di Firenze. Nel 1916 presenziò alla Mostra annuale promossa dalla Società per le Belle Arti ed Esposizione Permanente a Milano con il bronzeo Benedetto XV.
Fu incluso tra gli artisti presenti alla Certosa bolognese con opere riprodotte alla mostra allestita nel 2018.

## Opere
Realizzò monumenti dedicati ai Caduti della Grande guerra tra cui quello a Sala Bolognese, (messo in opera per la cerimonia del 22 aprile 1923), a Formignana (inaugurato nel maggio 1925, il giorno 17 secondo Unione dei Comuni Terre e Fiumi; il 24 secondo Mengoli), Calderara di Reno (inaugurato il 21 novembre 1926) e Zola Predosa (inaugurato 17 giugno 1923).
Eseguì le targhe commemorative dei funzionari postali site nell'atrio centrale delle Poste di Bologna a ricordo dei dipendenti caduti nel 1922 durante il primo conflitto mondiale, rappresentando alcuni di loro intenti nelle telecomunicazioni sul campo di battaglia.
Fu anche autore di medaglie, la cui produzione è al momento ancora da indagare: si conoscono quelle dedicate a Guglielmo Marconi (1926) e al Congresso internazionale di matematica (1928).

### Opere funerarie[19]
- Sculture per la famiglia Luigi Corsini, cimitero di Crevalcore
- Sculture per la famiglia Giuseppe Zecchi, cimitero di San Giovanni in Persiceto
- Allegoria del lavoro, cappella Francesco Boldrini, 1933 ca, Certosa di Ferrara[21]
- Decorazione nell'arcata dedicata alle famiglie Cavalli-Badiali, cimitero di Vignola
- Tomba di Claudio Patrignani, 1935 ca., Pontelagoscuro[21][22]

Alla Certosa di Bologna pose oltre sessanta opere che spaziano dal piccolo ritratto al gruppo monumentale, utilizzando dal bronzo al marmo, tra cui:
- Monumento Guido Bonora, 1921[23]
- Rilievi dedicati a Steno Torchi, 1923
- Cella Giuseppe Ruggi, 1925/26[24][25]
- Ritratto di Vittorio Puntoni, 1927[26]
- Monumento Dalmonte Gardini, 1929-30 ca.
- Tomba di Alfredo Testoni, 1931[27][28][29]
- Famiglia Borsari, 1942[3]
- Tomba della Famiglia Fornasini, 1936

### Altre opere
Numerose quelle collocate nelle varie sedi universitarie di Bologna.
- Bassorilievi sulla facciata di Casa Alberani, 1909, Via Farini, Bologna[30][31][32]
- Monumento ai caduti dell’Università durante la Prima Guerra Mondiale, 1921, Palazzo Poggi, Bologna[33]
- Decorazione di casa Lyda Borelli, 1930/31 con Augusto Majani, Umberto Bonfiglioli, Antonio Maria Nardi, Mario Sarto, Gigi Bignami.[3]

Gli sono attribuite le quattro figure allegoriche ad altorilievo poste sulla facciata del Padiglione Gozzadini del Policlinico Sant'Orsola, opere invece probabilmente realizzate da Tullo Golfarelli, essendovi nell'album fotografico di quest'ultimo le foto d'epoca di tre bozzetti su quattro delle opere.
Ha collaborato alla realizzazione del Busto di Dante modellato in gesso decorato a similbronzo dall'antropologo Fabio Frassetto nel 1938 a seguito delle sue indagini eseguite sulle ossa del poeta nel 1921.

## Galleria d'immagini

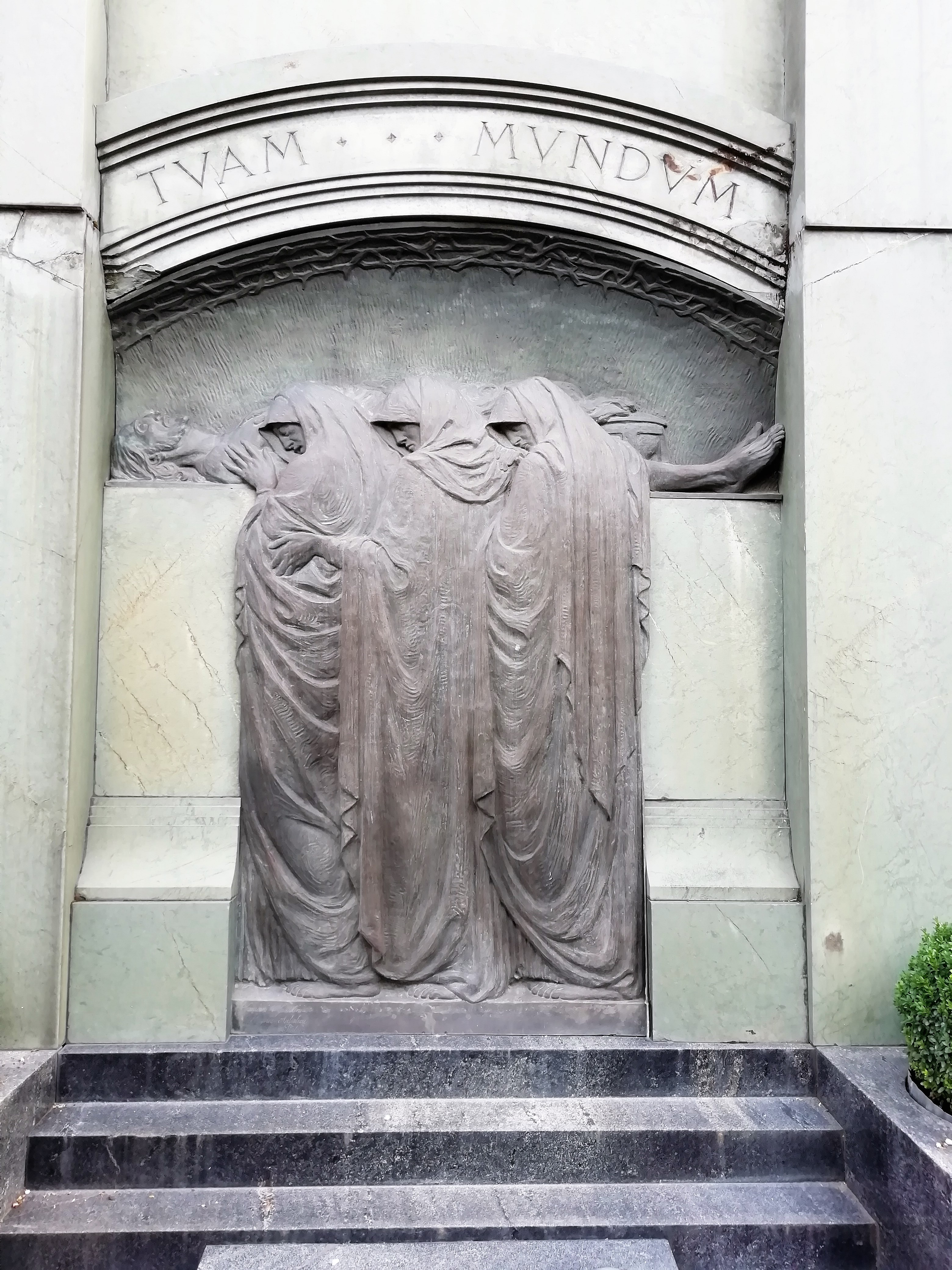
Monumento Bonora, dettaglio
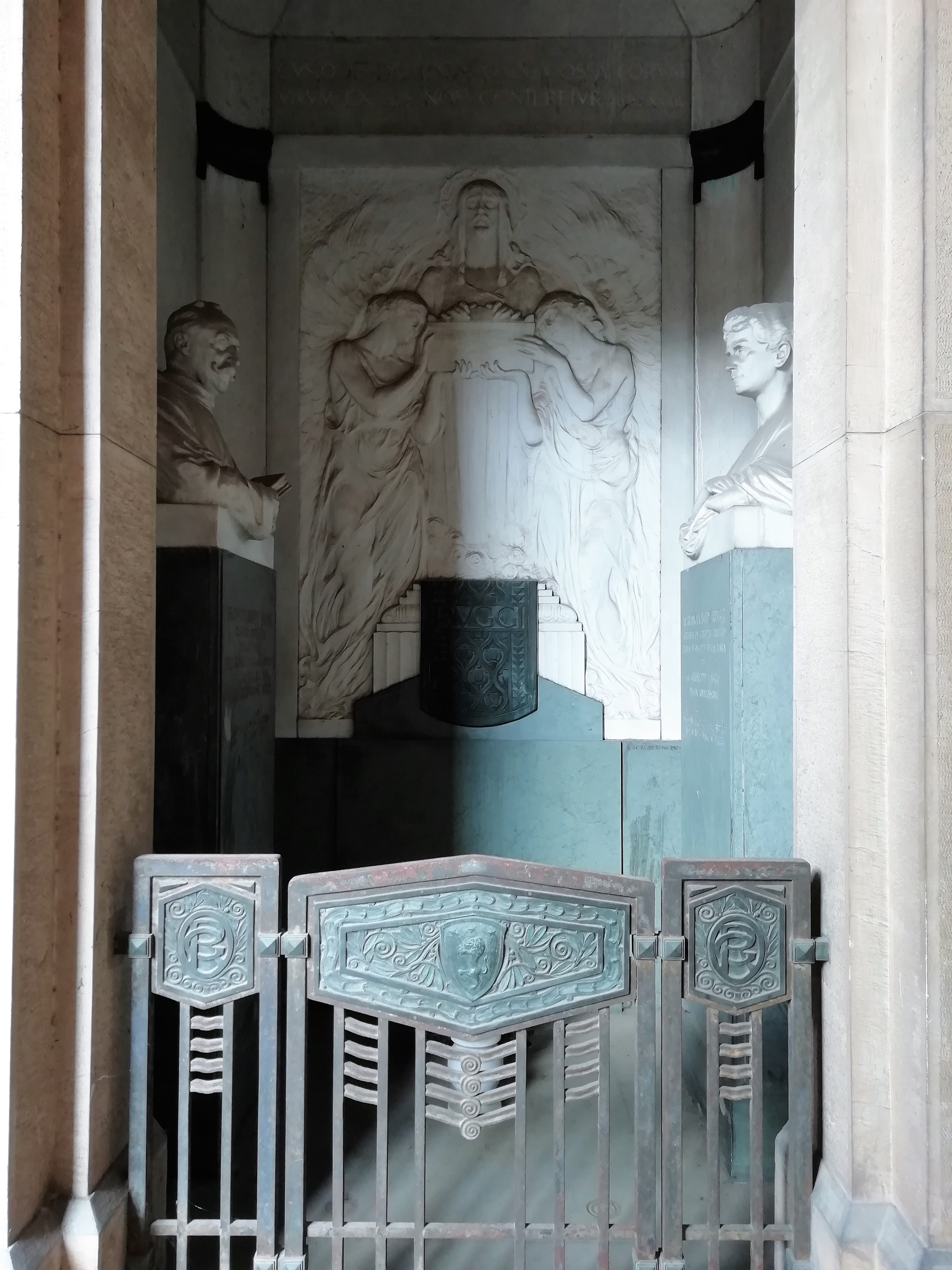
Cella Ruggi
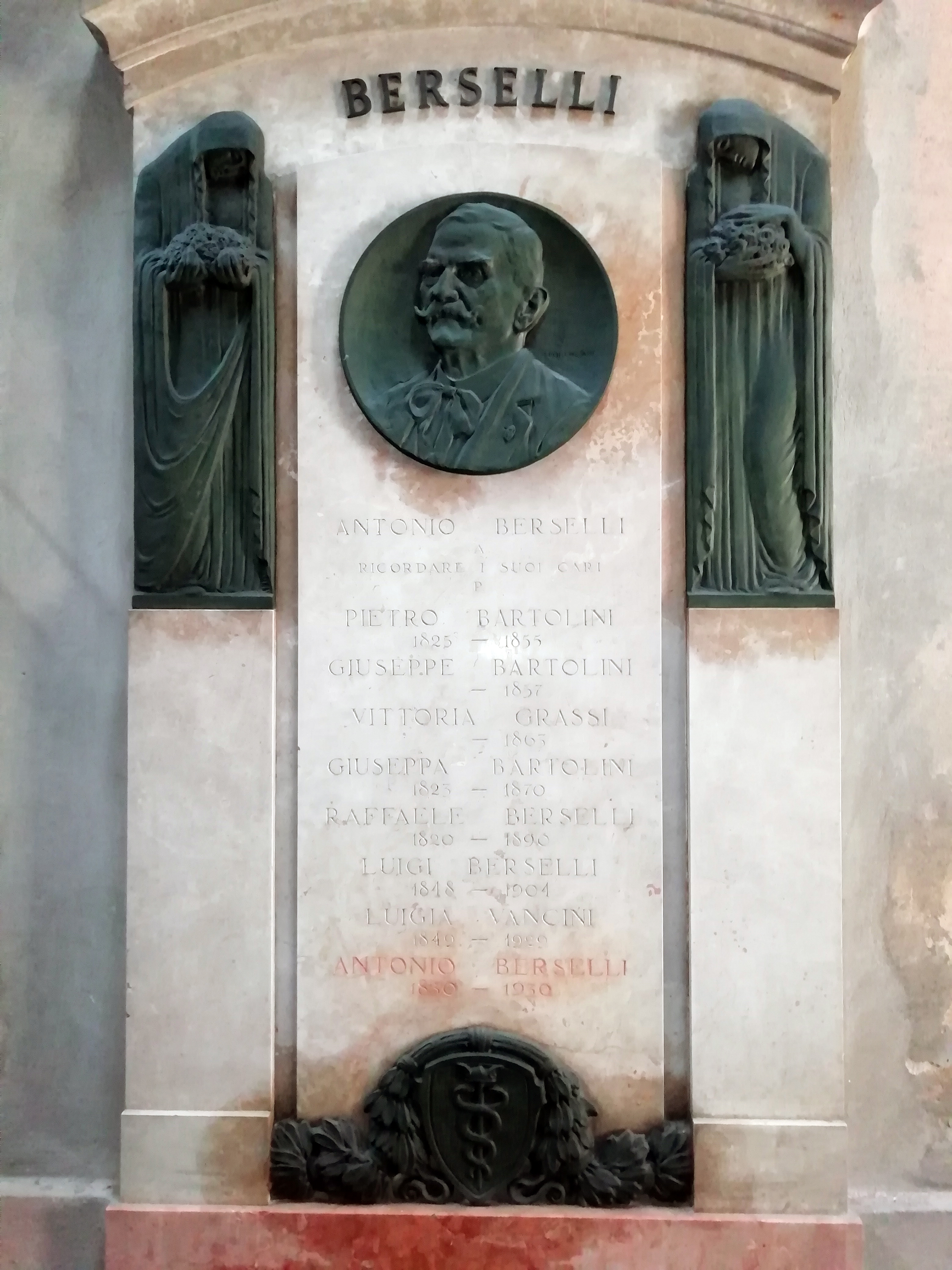
Stele Berselli
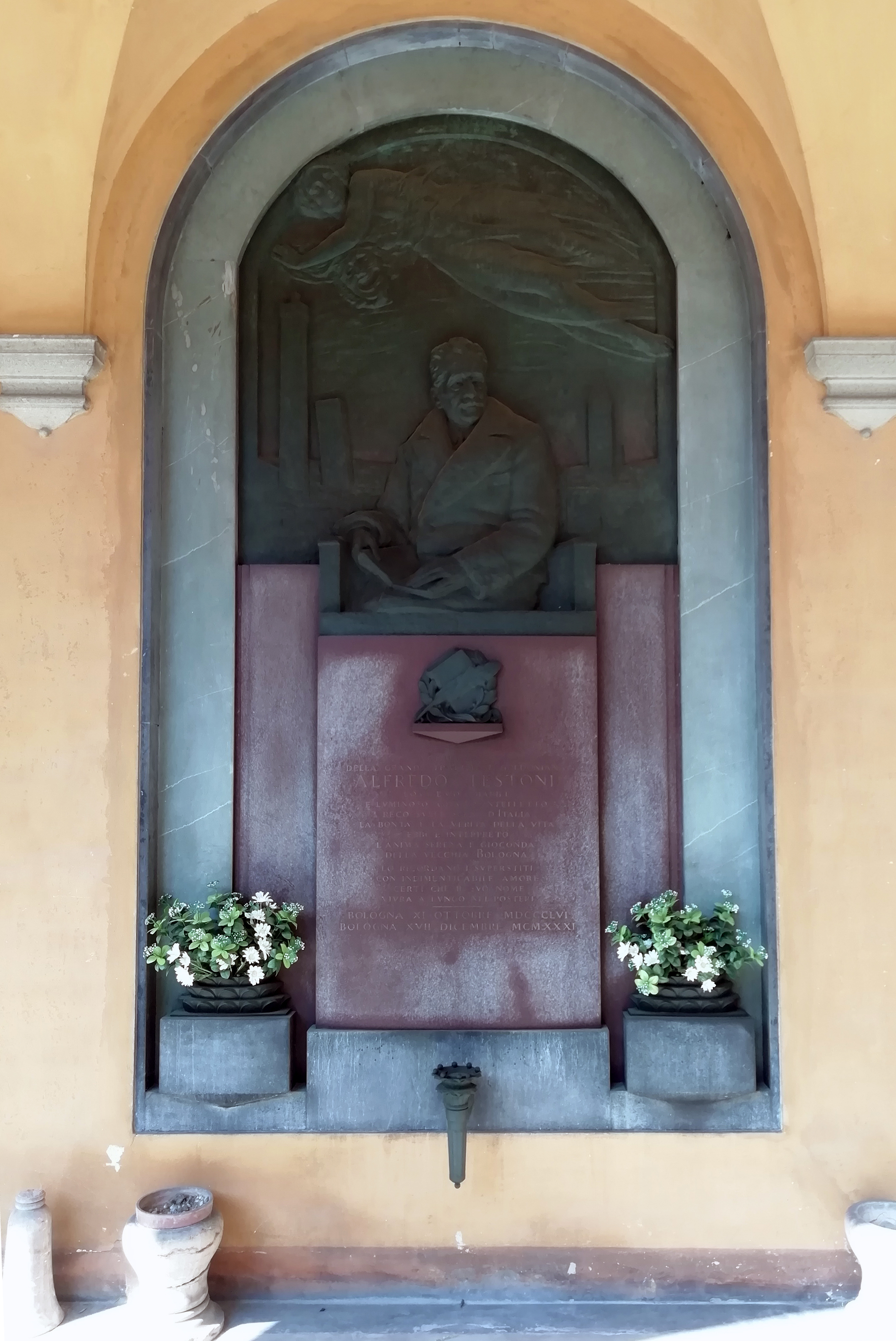
Monumento Testoni
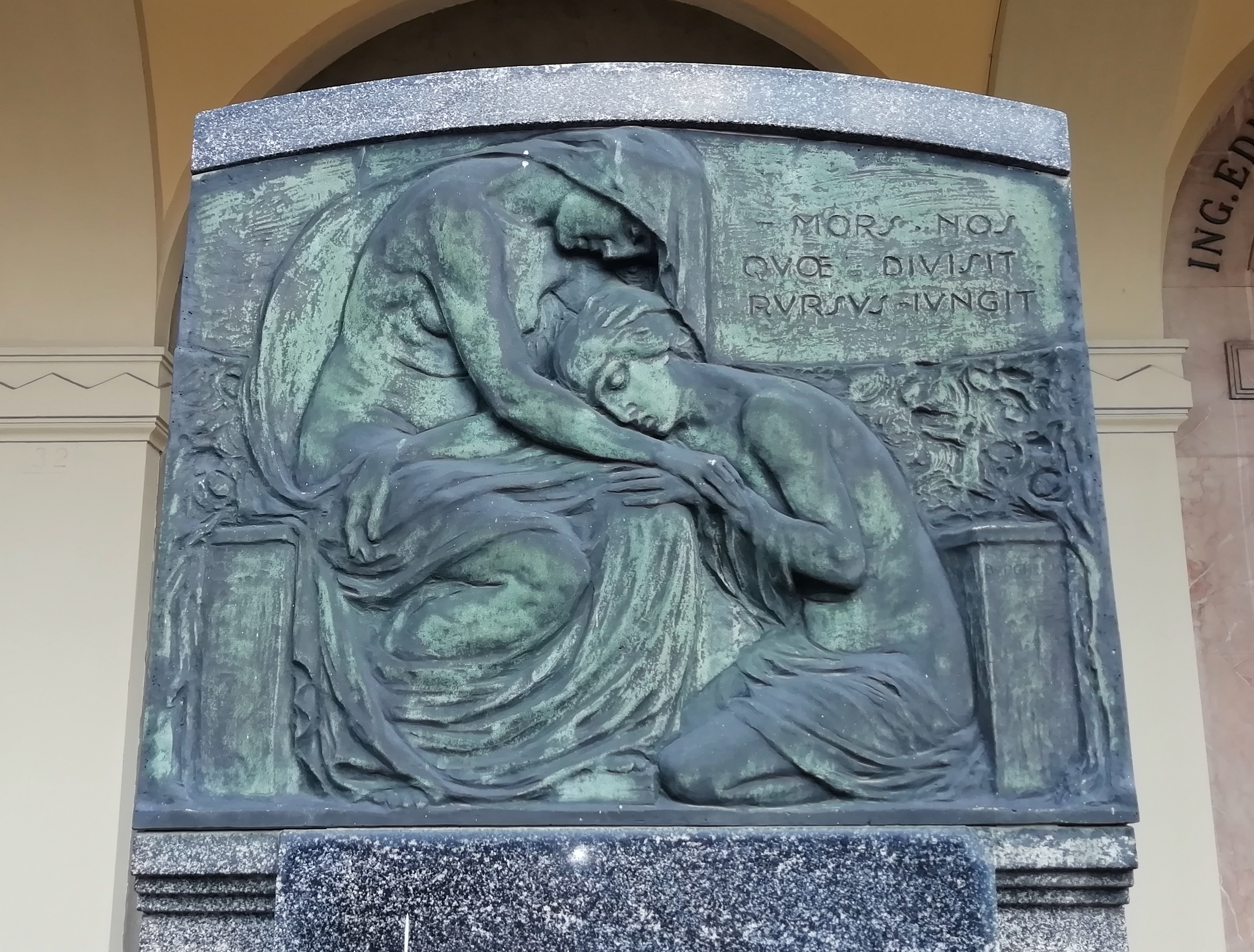
Stele Barbati, dettaglio
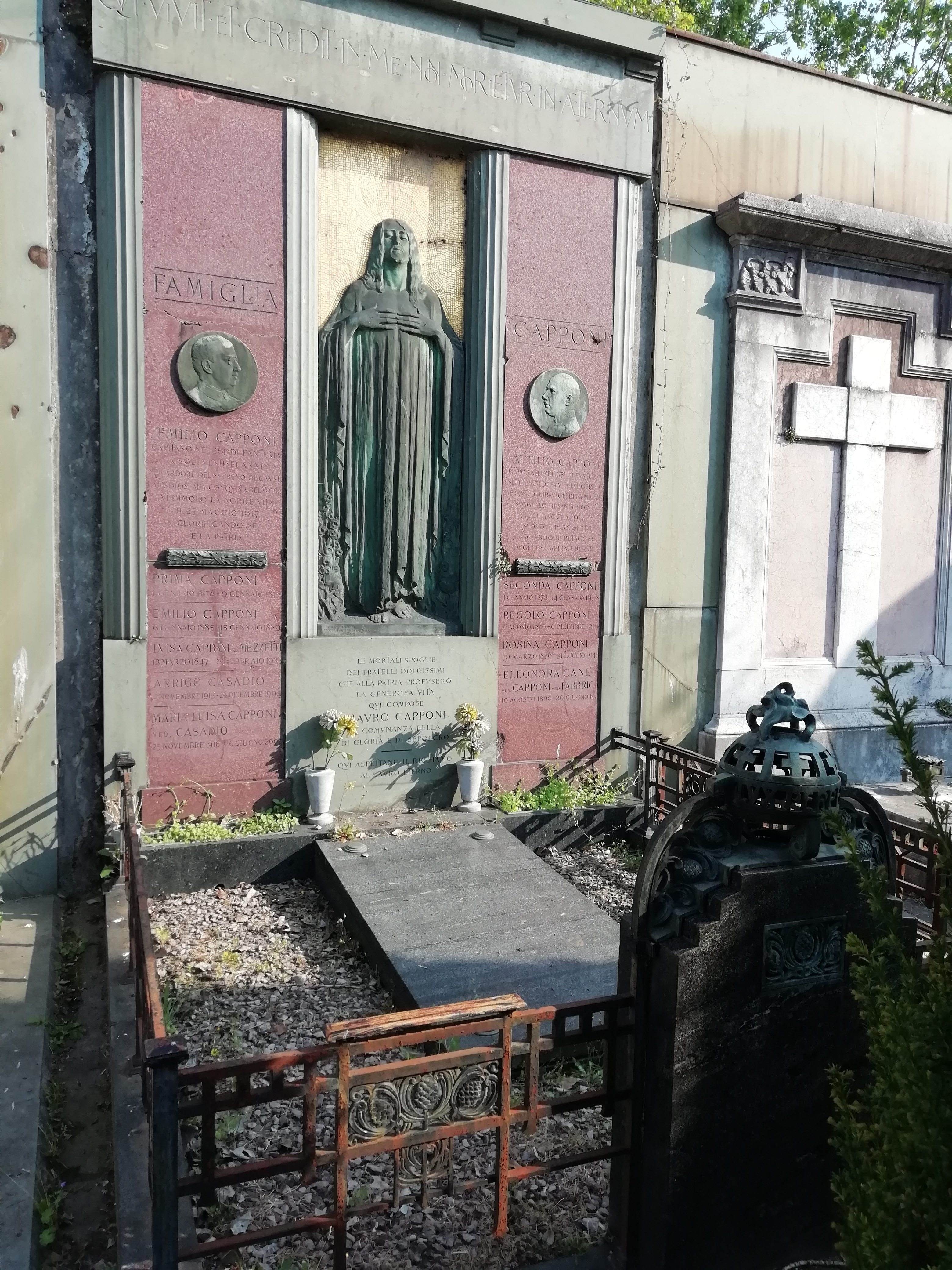
Monumento Capponi